# معاملة المثليين في اليونان
تطورت حقوق المثليين والمثليات ومزدوجي التوجه الجنسي والمتحولين جنسياً (اختصاراً: LGBT) في اليونان بشكل كبير خلال السنوات الأخيرة، مما جعلها واحدة من أكثر الدول ليبرالية في جنوب شرق أوروبا. ولم يعد التمييز شائعا بعد الآن، على الرغم من أن المثليين في اليونان قد يواجهون تحديات قانونية واجتماعية لا يواجهها غيرهم من المغايرين. على الرغم من هذا، فإن الرأي العام اليوناني حول المثلية الجنسية يُنظر إليه عمومًا على أنه ليبرالي بشكل متزايد، مع الاعتراف اتفاق المساكنة للشركاء المثليين منذ عام 2015.
يعتبر النشاط الجنسي المثلي بين الذكور وبين الإناث قانونيا في اليونان منذ عام 1951، وصدرت قوانين مكافحة التمييز في التوظيف في عام 2005. ومنذ ذلك الحين تم تمديد قوانين مكافحة التمييز في مجالات أخرى بما في ذلك الهوية الجندرية. تعتبر تشريعات خطاب الكراهية وجرائم الكراهية واحدا من أكثر التشريعات شدة وشمولا في أوروبا. في عام 2015، تم تشريع اتفاقيات المساكنة (باليونانية:  σύμφωνο συμβίωσης)‏ للشركاء المثليين، مما يجعل الأسر المثلية مؤهلة للحصول على الكثير، ولكن ليس كل، من الحماية القانونية والحقوق المتاحة للأزواج المغايرين. في عام 2017، تم منح الأشخاص المتحولين جنسيا الحق في تغيير جنسهم القانوني دون الحاجة إلى إجراء تغيير جراحي لأعضائهم التناسلية من أجل تغيير وثائق الهوية الأساسية. في فبراير 2018، منحت محكمة محلية، شخصًا ذا هوية غير ثنائية الحق في الحصول على اسم محايد جنسانيًا. في مايو 2018، أصدر البرلمان اليوناني قانونا يمنح الشركاء المغايرين الحق في الحضانة المؤقتة للأطفال.
تعتبر ثقافة المثليين نابضة بالحياة في العاصمة أثينا، وخاصة في حي المثلي في مدينة غازي، وفي تيسالونيك ووالجزر اليونانية. تشتهر جزيرة ميكونوس في جميع أنحاء العالم بمشهدها المثلي. هناك 4 مسيرات فخر للمثليين تقام سنويا، في أثينا وتيسالونيك وباتراس وهيراكليون، عاصمة جزيرة كريت. تعتبر مسيرة فخر أثينا للمثليين، شهد مشاركة قياسية في عام 2015، وحضور العديد من الشخصيات العامة بما في ذلك رئيس البرلمان الهيليني ورئيس بلدية أثينا.
وفقًا لتقرير عام 2018 الذي أجراه الفرع الأوروبي للمنظمة الدولية للمثليين والمثليات ومزدوجي التوجه الجنسي والمتحولين جنسيا وثنائيي الجنس، والذي يقيم حقوق المثليين في الدول الأوروبية، حققت اليونان أعلى مستوى من التحسن بين 49 دولة في الوضع القانوني والسياسي للأشخاص من مجتمع المثليين بين عامي 2014 و 2018، وبلغت النسبة الإجمالية 52%.

## قانونية النشاط الجنسي المثلي

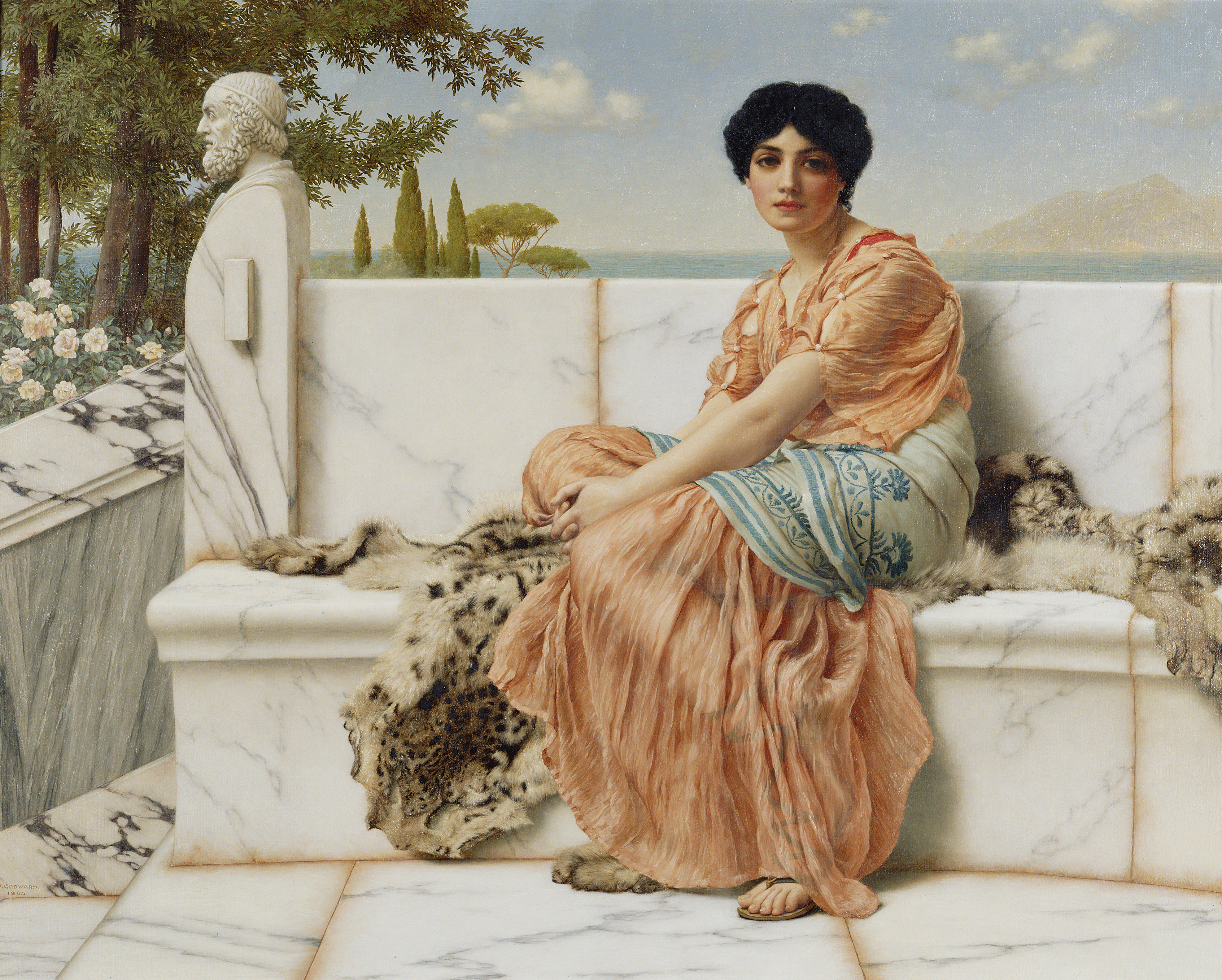
كلمة "مثلي الجنس" بالعديد من اللغات (مثلاً «lesbian» بالإنجليزية) مشتقة من اسم جزيرة لسبوس، موطن الشاعرة صافو

تم إلغاء تجريم النشاط الجنسي المثلي بين الذكور في عام 1951. لم يتم تجريم النشاط الجنسي بين النساء في القانون الجنائي اليوناني. فالمادة 347 من قانون العقوبات تحظر دعارة الذكور وتنص على زيادة السن القانونية للنشاط الجنسي ليكون 17 سنة بالنسبة للنشاط الجنسي المثلي. ومع ذلك، ألغي هذا الحكم بموجب المادة 68 من القانون رقم 3456 بتاريخ 24 كانون الأول/ديسمبر 2015، مما أسفر بالفعل عن تحقيق التساوي في السن القانونية للنشاط الجنسي المثلي والمغاير وتشريع دعارة الذكور، في القوانين القائمة المتعلقة بتنظيم الدعارة.

## الاعتراف القانوني بالعلاقات المثلية
لا يقدم الدستور اليوناني أي تعريف للزواج. ومع ذلك، فإنه يشترط أنه يجب أن تكون الأمومة والطفولة، تحت حماية الدولة.
كانت حكومة رئيس الوزراء السابقة عن حزب الديمقراطية الجديدة كوستاس كارامانليس معارضة لزواج المثليين. في حين أنها أدخلت تشريعات تقدم العديد من الحقوق للأزواج غير المتزوجين، استبعد هذا صراحة الشركاء المثليين..
واقترحت اللجنة الوطنية لحقوق الإنسان سجلاً يغطي كل من الشركاء المغايرين والشركاء المثليين غير المتزوجين، وأعلنت المجموعة اليونانية عن عزمها على مقاضاة البلديات اليونانية التي رفضت تزويج الشركاء المثليين.
كانت الحكومة اليونانية تحت قيادة جورج باباندريو، زعيم الحركة الاشتراكية البانهيلينية، تعد تشريعات للشراكات المسجلة المثلية، والتي لم تحدث أبداً، حيث اعتقدت منظمة الدفاع عن حقوق المثليين أنها ستكون غير كافية.
وفي نوفمبر/تشرين الثاني 2013، حكمت المحكمة الأوروبية لحقوق الإنسان لصالح المدعين في قضية «فاليانتوس وآخرين ضد اليونان»، وأدانت منع الشركاء المثليين من خيار الاتحادات المدنية؛ لذلك فإن تقييد الاتحادات المدنية فقط للشركاء من الجنس الآخر كان غير مقنع، وكانت الدولة مجبرة على منح تعويض بقيمة 5,000 يورو لكل واحد من المدعين.
على الرغم من عدم وجود اعتراف رسمي بالشركاء المثليين في ذلك الوقت، فإن قانون 1982 الذي شرع في الزواج المدني بين «الأشخاص»، دون تحديد الجنس، عمل كحالة اختبار لزواج المثليين. في 3 يونيو/حزيران 2008، قام رئيس بلدية تيلوس، أناستاسيوس أليفريس، بتزويج 4 شركاء مثليين، اثنان من المثليات، واثنان من المثليين، مستشهدا بالثغرة القانونية. تعرض لانتقادات شديدة من قبل رجال الدين في كنيسة اليونان، والتي كانت في الماضي قد عارضت أيضا إدخال الزواج المدني. أعلن وزير العدل سوتيريوس هاتزيجاكيس أن زواج تيلوس «غير صالح» وحذر المدعي العام في المحكمة العليا جيورجيوس سانيداس رئيس البلدية أليفريس من تداعياته القانونية على «خرقه للواجب»، لكنه قال إنه «لا ينوي إلغاء الزواج». في مايو 2009، ألغي الزواج رسميا من قبل السلطات.
في ديسمبر/كانون الأول 2015، مرر البرلمان الهيليني مشروع قانون يوسع نطاق الاتحادات المدنية للشركاء المثليين. اختلفت ردود الفعل من الإيجابية إلى السلبية، مع إدانة العديد من أعضاء الكنيسة اليونانية يدين هذا الاقتراح. وعلى وجه الخصوص، وصف رئيس الأساقفة إيراليموز المثلية الجنسية بأنه "تحول من الحياة"، أعلن الأسقف أنثيموس أن "الحيوانات لا تملك مثل هذه التصرفات"، قال الاسقف سيرافيم "بيادق الصهيونية الدولية! يتم إنشاء الذكورة والأنوثة!" في حين ذكر الأسقف أمفروسيوس "ابصقوا عليهم! انهم مشينون! انهم ضد الطبيعة!" طلب هذا الأخير، بالاشتراك مع أمفروسيوس "بدق أجراس الكنيسة الكبرى حزنا، أثار ذلك الكثير من الجدل، وكانت نتيجة ذلك احتجاجا قبل اثنين من نشطاء مجتمع المثليين يرتدون ملابس رجال الدين امام مبنى كنيسة مدينة أثينا.
في 23 ديسمبر، تم إقرار قانون التشريعات المدنية المعدلة 193 صوتا لصالح مقابل 56 صوتا ضد (193-56) مع غياب كبير عن 51 نائباً، مما جعل اليونان الدولة الأوروبية السادسة والعشرين التي تشرع قوانين للاعتراف القانوني بالعلاقات المثلية. وكانت أكبر مجموعة لمعارضة مشروع قانون الاتحاد المدني هي الحزب الشيوعي اليوناني، حزب الفجر الذهبي وكنيسة الأرثوذكسية اليونانية. وفي الوقت نفسه، ألغيت المادة 347 التي تنطوي على قانون عفا عليه الزمن، والتي تجرم أفعال «الفجور غير الطبيعي» بين الرجال، وتساوي سن القانونية للنشاط الجنسي بين الرجال (الذي أصبح 15 عامًا حاليا للنشاط الجنسي بين المثليين والمغايرين).
علاوة على ذلك، أصدر رئيس الوزراء اليوناني أليكسيس تسيبراس، أثناء مناقشة القانون في البرلمان اليوناني، اعتذارًا لمجتمع المثليين عن سنوات التمييز التي واجهوها. لا يزال الزواج المدني بين الشركاء المثليين غير قانوني. كما لا يسمح للشركاء المثليين بتبني الأطفال كذلك.
في ديسمبر/كانون الأول 2016، أقر البرلمان اليوناني مشروع قانون لتوسيع حقوق الشركاء المثليين وضمان الحماية المتساوية في أماكن العمل بغض النظر عن الجنس أو الدين أو التوجه الجنسي. ومع ذلك، فإن التبني المشترك، والوصول إلى التلقيح الاصطناعي للمثليات وزواج المثليين غير قانونيين.

### زواج المثليين
زواج المثليين غير قانوني حاليًا في اليونان، على الرغم من أن بعض المسؤولين الحكوميين يؤيدونه واقترحوا تشريعه. في عام 2018، حكمت محكمة العدل الأوروبية بأنه يجب أن يتم الاعتراف بالمتزوجين المثليين بشكل كامل على أنهم متزوجين وبأن لديهم نفس حقوق الإقامة مثل المتزوجين المغايرين بموجب قانون الاتحاد الأوروبي، حتى لو لم يكن زواج المثليين قانونيا في تلك الدولة العضو في الاتحاد الأوروبي. يؤثر الحكم على جميع دول الاتحاد الأوروبي، والتي يتعين عليها الالتزام بها، بما في ذلك اليونان.

## تبني الأطفال والحضانة المؤقتة
في 17 أبريل 2018، تم تقديم مشروع قانون بعنوان «قانون تبني الأطفال» يهدف إلى إصلاح وتبسيط تشريع تبني الأطفال في البلاد، والذي تم انتقاده في الماضي على أنه بيروقراطي وغير فعال بشكل مفرط ولإجراءاته البطيئة للغاية، وتم تقديمه إلى البرلمان اليوناني. كما يمنح مشروع القانون، وتحديداً المادة 8، الشركاء المثليين الحق في الحضانة المؤقتة الأطفال. وفي المناقشة في لجنة برلمانية، حظيت المادة 8 من مشروع القانون بدعم الأغلبية العظمى من وكالات ومؤسسات وخبراء البلاد، باستثناء الكنيسة الأرثوذكسية المحافظة في اليونان، التي أبدت معارضتها ذلك. مشروع القانون ككل، بما في ذلك المادة 8، وقد تم التصويت «من حيث المبدأ» من قبل لجنة في أوائل شهر مايو عام 2018، بدعم من حزب سيريزا، وحزب الإغريق المستقلة وحزب النهر. امتنع حزب الديمقراطية الجديدة، وحزب المحاذاة الديمقراطية واتحاد الوسط، في حين صوت حزب الفجر الذهبي ضدها، كان من المقرر التصديق النهائي عليه من قبل البرلمان. وأعرب نواب من كل حزب سياسي يوناني دعمهم للمادة 8 من القانون، التي تتعلق بالرعاية المؤقتة للشركاء المثليين، مع تليين كل من حزب الديمقراطية الجديدة وحزب المحاذاة الديمقراطية تليين الموقف المتشدد الأولي نحو ذلك ويعلن أن أي من نوابهم أحرار لدعم مشروع القانون بمجرد وصوله إلى الدورة البرلمانية للتصديق النهائي.
في نهاية المطاف، تم التصديق على مشروع قانون «قانون التبني للأطفال»، بما في ذلك المادة 8، من قبل البرلمان اليوناني في 9 مايو 2018، حيث شارك 161 نائباً في التصويت و 103 ضد (161-103)، مما جعل اليونان أحدث بلد في الاتحاد الأوروبي بعد البرتغال في عام 2016، يقوم بتشريع الحضانة المؤقتة للشركاء المثليين وأول بلد في جنوب شرق أوروبا يقوم بذلك.

## الحماية من التمييز وقوانين خطاب الكراهية

خريطة اليونان مع علم فخر المثليين

منذ عام 2005، تم حظر التمييز على أساس الميول الجنسية في التوظيف.
في حين كان هناك تقدم قانوني كبير، لا تزال الأعراف الاجتماعية المحافظة تحمل بعض التأثير، وكثيراً ما تندد الكنيسة الأرثوذكسية بالمثلية الجنسية باعتبارها خطيئة و «عيبا في الطبيعة البشرية».
يحمي القانون اليوناني الهوية الجندرية. وفقا ل«قانون 3896 لعام 2010»، يعتبر التمييز على أساس الهوية الجندرية مساويا للتمييز على أساس الجنس، وبالتالي فإن جميع القوانين المتعلقة بهذه الأخيرة تشمل أيضا التمييز على أساس الهوية الجنسية. علاوة على ذلك، للأفراد المتحولين جنسيا الحق في تغيير الجنس في شهادة ميلادهم مع تقديم طلب إلى محكمة ابتدائية يتم قبوله دائما.
في سبتمبر 2014، تم تعديل قانون مناهضة العنصرية. قضت التغييرات المنصوص عليها على أن سيتم معاقبة خطاب الكراهية والعنف ضد أفراد أو مجموعات من مجتمع المثليين بالسجن لمدة 3 أشهر إلى 3 سنوات وغرامة من 5,000 إلى 20,000 يورو. إذا أدت الإجراءات إلى الجريمة، فإن العقوبة ستزداد ب6 أشهر أكثر سجنا ودفع غرامة قدرها 15,000 إلى 30,000 يورو. إذا تجاوز الحبس النهائي سنة واحدة، فإن المحكوم عليه يفقد حقوقه السياسية لمدة من 1 إلى 5 سنوات. إذا كان الجاني عاملًا في القطاع العام فإنه يعاقب بالسجن لمدة تتراوح من ستة أشهر إلى ثلاث سنوات وغرامة تتراوح بين 10,000 و 25,000 يورو؛ إذا تم ارتكاب جريمة، يتم معاقبتهم بغرامة تتراوح بين 25,000 و 50,000 يورو. إذا كان الجاني يرتكب ما سبق وهو يمثل منظمة أو شركة، فإنه يتم تغريمهم أيضًا. ومع ذلك، فإن الكيانات في المجال العام مستبعدة من هذه القاعدة الأخيرة. وقد أدى ذلك إلى انتقادات لأن الكنائس تعتبر أيضًا كيانات قانونية في المجال العام، وبالتالي تستثنيهم من أي عواقب بعد إدانة كاهن يتبعهم. وعلاوة على ذلك، يمنح المدعون العامون حرية التحرك ضد المخالفين حتى بدون رفع دعوى قضائية من الضحايا، وإذا رفع الضحايا دعوى قضائية، يُسمح لهم بالقيام بذلك مجانًا، على النقيض من الممارسة الشائعة.
منذ 24 ديسمبر 2015، تحظر اليونان التمييز وجرائم الكراهية على أساس الخصائص الجنسية، والتي تعد من بين أقوى القوانين في هذا الموضوع في أوروبا. في 2 ديسمبر/كانون الأول 2016، أقر البرلمان اليوناني تأييدًا إضافيًا ضد التمييز على أساس التوجه الجنسي والجنس والدين في مكان العمل، في تصويت 201 صوتا لصالح مقابل 21 صوتا ضد مع امتناع 5 على التصويت و 73 غيابًا (201-21-5-73). وصف موقع بينكنيوز القانون بأنه أحد أكثر القوانين صرامة ضد الخطاب الذي يحض على الكراهية وجرائم الكراهية في أوروبا.

## الهوية الجندرية والتعبير عنها
منذ أكتوبر 2017، تعتبر المتطلبات القانونية من أجل تغيير الجنس القانوني في اليونان
الطلاق القسري (إذا كان متزوجًا، بسبب عدم قانونية زواج المثليين) وأمر من المحكمة.
يوم 10 أكتوبر عام 2017، وافق البرلمان اليوناني بأغلبية مريحة على «مشروع قانون الاعتراف القانوني بالجندر» (باليونانية: Νόμος 4491/2017 - Νομική αναγνώριση της ταυτότητας φύλου)‏، الذي يمنح الأشخاص المتحولين جنسيا في اليونان الحق في تغيير الجنس القانوني بحرية من خلال إلغاء أي ظرف من الظروف والمتطلبات، مثل الخضوع لأي تدخلات طبية، أو جراحة إعادة تحديد الجنس أو إجراءات التعقيم لإقرار جنسهم قانونا على بطاقات الهوية الخاصة بهم. يمنح هذا القانون هذا الحق لأي شخص يبلغ من العمر 17 عامًا فأكثر. ومع ذلك، يمكن حتى الأطفال تحت السن القانونية ما بين سن 15 و17 عامًا الحصول على عملية الاعتراف بالجندر القانونية، ولكن بشروط معينة، مثل الحصول على شهادة من مجلس طبي. وقد تمت معارضة مشروع القانون من كل من المجمع المقدس لكنيسة اليونان، والحزب الشيوعي اليوناني، حزب الفجر الذهبي وحزب الديمقراطية الجديدة.
وجاء «مشروع قانون الاعتراف القانوني بالجندر» في أعقاب قرار محكمة مقاطعة أثينا في 20 يوليو 2016، والذي قرر أن الشخص الذي يريد تغيير جنسه القانوني في ملفات مكتب السجل لم يعد ملزمًا بإجراء جراحة إعادة تحديد الجنس. تم تطبيق هذا القرار من قبل المحكمة على أساس كل حالة على حدة.
في فبراير/شباط 2018، حكمت محكمة مقاطعة ماروسي لصالح طلب شخص ذا هوية غير ثنائية وهم جايسون-أنتيغون داني بتغيير اسم ولادتهم الذكر، جايسون، على ملفات مكتب التسجيل إلى اسم محايد جنسياً بإضافة اسم الأنثى "أنتيغون" إلى جانبه. ومع ذلك، فبينما حكمت المحكمة لصالح طلب الشخص عرض اسم محايد جنسياً على بطاقة هويتهم، فقد قررت عدم تغيير نوع جنسهم القانوني من ذكر إلى جنس ثالث، مستشهدة "بعدم وجود إطار مؤسسي ملائم للأفراد". غير مصنفة في حالة متميزة من الهوية الجندرية غير الثنائية (مدخل جنس ثالث) "في اليونان، على الرغم من أن "قانون الاعتراف القانوني بالجندر 2017" تنص على أن "الشخص (ومن ثم كل شخص) له الحق في الاعتراف بهويته (ها) الجندرية كعنصر من عناصر شخصيته (ها)". وأعلن محامي المدعي أنه سيستأنف جزءًا من الحكم إلى محكمة أعلى (الجزء المتعلق بالاعتراف بالجنس الثالث في بطاقات الهوية).
في يونيو 2018، قضت محكمة يونانية أن المتحولين جنسيا الأجنبيين، بما في ذلك اللاجئين والمهاجرين، وأيضا الحق في الاعتراف بهويتهم الجندرية، وهي المرة الأولى أن هذا الحق يتم توسيعه خارج تعريف «مشروع قانون الاعتراف القانوني بالجندر 2017»، التي تقيد هذا الحق على المواطنين اليونانيين فقط.

## التربية الجنسية في المدارس
في 23 ديسمبر 2016، أعلنت وزارة التعليم والبحوث والشؤون الدينية أنه اعتبارًا من 2017، سيقام أسبوع مواضيعي كل فصل دراسي من السنة الدراسية. سيسعى الأسبوع المواضيعي إلى إعلام الطلاب وأولياء أمورهم، من بين أمور أخرى، بقضايا مثل الجنس والتوجه الجنسي والهوية الجندرية ورهاب المثلية ورهاب التوجه الجنسي. وستنظر الوزارة أيضا في تعزيز الأسبوع المواضيعي في المستقبل.

## الخدمة العسكرية
يسمح للأفراد من المثليات والمثليين ومزدوجي التوجه الجنسي والمتحولين جنسيا بالخدمة بشكل علني في القوات المسلحة اليونانية.

## ظروف الحياة

### ثقافة المثليين
لدة أثينا عدد كبير من جمعيات الدفاع عن حقوق المثليين وقرية المثلي ناشئة في حي غازي، أثينا. تقام مسيرة «فخر أثينا»، ومهرجان الفيلم السينمائي الدولي للمثليين والمثليات «آوتفيو»، سنويا.
هناك أيضا حضور قوي للمثليين في سالونيكي مع حانات/نوادي للمثليين والمثليات والعديد من الأماكن الصديقة، والعديد من منظمات الدفاع عن حقوق المثليين. في يونيو 2012، حصلت المدينة على مسيرة الفخر السنوية الخاصة بها «فخر تيسالونكي». وتعتبر محاولة رفع لافتة طولها 20 متر ، وحث الناس على مقاطعة الألعاب الأولمبية الشتوية 2014 في سوتشي، فوق أشهر المعالم في المدينة، البرج الأبيض واحدة من أبرز الأحداث في تيسالونيكي، فيما يتعلق بحقوق المثليين. تم إيقاف المحاولة بسرعة من قبل الشرطة المحلية، ولكن تم الإعلان عن هذا الحدث في وسائل الإعلام عبر الإنترنت.
يشتهر حضور المثليين في جزيرة ميكونوس وحضور المثليات في لسبوس على المستوى الدولي.

### مسيرات الفخر
تم تقديم المحاولة الأولى لتنظيم مسيرة الفخر في اليونان من قبل "حركة تحرير المثليين في اليونان" (باليونانية: Απελευθερωτικό Κίνημα Ομοφυλόφιλων Ελλάδας)‏؛ في 28 يونيو 1980 في أثينا، حيث وصفتها بأنها حدث سياسي. وتكرر ذلك بعد عامين في قصر زابيون. وقعت العديد من الأحداث المماثلة على مدار السنوات التالية وفي أماكن مختلفة. في عام 1992 و 1994 و 1995، عقدت الأحداث في سترافي هيل، بينما في عامي 1996 و 1998 تم تنظيمها في بيديون تو إيروس. في عام 1998، وقعت في منطقة مغلقة. في تيسالونيكي، تم تنظيم أول حدث مماثل من قبل مجموعة الأصدقاء المثليين في تيسالونيكي" (باليونانية: Πρωτα Πρωτοβουλίας Ομοφυλόφιλων Θεσσαλονίκης)‏ في تسعينات القرن العشرين.
ومنذ ذلك الحين، تم عقد مسيرات المثليين في مدن أخرى، بما في ذلك في هيراكليون، باتراس، سانتوريني، كورفو وميكونوس. تم اختيار تيسالونيكي في 2017 لاستضافة يوروبرايد 2020.

#### فخر أثينا
«فخر أثينا» هو مسيرة ومهرجان سنوي لفخر المثليين والمثليات ومزدوجي التوجه الجنسي والمتحولين جنسيا يعقد كل شهر يونيو في وسط أثينا. وقد عقد 14 مرة:
- «فخر أثينا الأول» «الحب والمشاعر والحياة يستحقون الاحترام» (25 يونيو 2005)[66]
- «فخر أثينا الثاني» «معلن، عالي، فخور» (24 يونيو 2006)[67]
- «فخر أثينا الثالث» «الحب لا يتم التمييز ضده، بل يتميز ويختلف» (23 يونيو 2007)[68]
- «فخر أثينا الرابع» «حقنا» (7 يونيو 2008)[69]
- «فخر أثينا الخامس» «المساواة 100٪» (13 يونيو 2009)[70]
- «فخر أثينا السادس» «نحن في كل مكان» (5 يونيو 2010)[71]

- «فخر أثينا السابع» «قبلني في كل مكان» (4 يونيو 2011)[72]
- «فخر أثينا الثامن» «أحبني، إنه مجان» (9 يونيو 2012)[73]
- «فخر أثينا التاسع» «أثينا لنا» (8 يونيو 2013)[74]
- «فخر أثينا العشر» «العائلة مهمة» (14 يونيو 2014)[75]
- «فخر أثينا الحادي عشر» «اختر جانبا» (13 يونيو 2015)[76]
- «فخر أثينا الثاني عشر» «أنت لا تولد امرأة/رجل، با تصبح واحدا» (11 يونيو 2016)[77]
- "فخر أثينا الثالث عشر" إنها مسألة تعليمية" (10 يونيو 2017)[78]
- "فخر أثينا الرابع عشر " ما يعنيه الفخر" (9 يونيو 2018)[79]

#### فخر تيسالونيكي
نظمت تيسالونيكي الفخر السنوي للمرة الأولى في 22-23 يونيو 2012، بعد وعد رئيس بلدية بوتاريس بدعمه في المدينة. استمتع أول مهرجان تيسالونيكي للفخر بدعم شعبي هائل من المدينة ومحيطها والمنطقة، والتي كانت بمثابة ضربة قوية لكنيسة أنثيموس، التي كانت قد دعت المؤمنين للرد.
بعد عام واحد، في أحد إعلاناتها قبل أيام قليلة من حدث الفخر في عام 2013، ذكرت كنيسة اامدينة أنها ستضطر مرة أخرى إلى تحمل المهرجان المحزن وغير المقبول للمثليين جنسياً الذين يريدون «الاحتفاء بمرضهم في نوع من الكرنفال». كما طلب من الآباء الاحتفاظ بأطفالهم وأنفسهم بعيدًا عن «الاحتفالات غير الضرورية وغير الطبيعية». ومع ذلك، كانت العديد من العائلات حاضرة، وانتهى المهرجان الذي استمر يومين في جو احتفالي مع العديد من الحفلات والمعارض والاحتفالات في جميع أنحاء المدينة. تم تكريس فخر تيسالونيكي الثاني للحرية من أي نوع، بما في ذلك حرية التعبير عن الجندر.
في عام 2014، كانت ثيسالونيكي عاصمة الشباب الأوروبية وتم إدراج فخر سالونيك الثالث في برنامجها الرسمي. وفقًا لذلك، تم تخصيصه للشباب المثليين وعائلاتهم. من خلال التقييم العام، كان حدث الفخر لعام 2014 نجاحًا كبيرًا، بمشاركة 10,000 شخص في العرض، إلى جانب رئيس البلدية يانيس بوتاريس ومجموعة من الدبلوماسيين.. وصفها البعض بأنها أفضل مسيرة فخر للمثليين الذي شهدته تيسالونيكي على الإطلاق.
في تلك السنة، تم تنظيم وقفة احتجاجية للصلاة مع تجمعات من المؤمنين، حيث قام الكهنة بالاحتجاج على «تدنيس تيسالونيكي المقدسة»، و «فرض الإسلام والمثلية من قبل النظام العالمي الجديد، ومسيرات فخر المثليين التي هي جزء من المؤامرة الغربية، و» تعيين أساقفة من المثليين من الذكور والإناث واحتجوا على انتصار كونشيتا ورست في مسابقة الأغنية الأوروبية. مرة أخرى أدلت كنيسة أنثيموس بتصريحات مماثلة حول المسيرة في مقابلة، واعتبرها «مشينة»، «مليئة بالتحديات»، «انحراف الوجود الإنساني»، مضيفًا أن الكنيسة تأمر «بعدم إعطاء ما هو مقدس للكلاب». كما ادعى أن استخدام مصطلح «مهرجان» لهذا الحدث غير صحيح.
أقيم المهرجان ست مرات:
- «فخر تيسالونيكي الأول» «حب واحد، ألف لون» (22-23 يونيو 2012)[88]
- «فخر تيسالونيكي الثاني» «الأرواح الحرة، الأجسام الحرة» (14-15 يونيو 2013)[89]
- «فخر تيسالونيكي الثالث» «لقد حان الوقت بالنسبة لنا» (20-21 يونيو 2014)[90]
- «فخر تيسالونيكي الرابع» «أنا أستحق، أطلب الزواج، الاسم، الاحترام» (19-20 يونيو 2015)[91]
- «فخر تيسالونيكي الخامس» «أحب بعض الآخرين» (24–25 يونيو 2016)[92]
- «فخر تيسالونيكي السادس» «تعال كما أنت» (1-2 يوليو 2017)[93]
- «فخر تيسالونيكي السابع» «إنه أمر عائلي» (20-23 يونيو 2018)
- «فخر تيسالونيكي الثامن» (2019)
- «فخر تيسالونيكي التاسع» - يوروبرايد (2020)[65]

#### فخر كريت
عُقدت مسيرة الفخر الأولى في جزيرة كريت في الفترة من 26 إلى 27 يونيو 2015 في هيراكليون، ليصبح بذلك أول مهرجان للجزيرة «مهرجان التحرر الجنسي والحضور الجندري».
- «فخر كريت الأول» 2015 (26-27 يونيو 2015)[95]
- «فخر كريت الثاني» (من 9 إلى 10 يوليو 2016)
- «فخر كريت الثالث» (من 30 يونيو إلى 1 يوليو 2017)

#### فخر باتراس
عقدت أول مسيرة للفخر في باتراس، ثالث أكبر مدينة في اليونان في عام 2016.
- «فخر باتراس الأول 2016» «انظر بطريقة مختلفة» (17-18 يونيو 2016)
- "فخر باتراس الثاني 2017" جسد.واحد، عدة هويات" (23-24 يونيو 2017)

### رهاب المثلية

#### التمييز من قبل السلطات الدينية
ردًا على المقترحات الحكومية في عام 2008 لإدخال الحقوق القانونية للأزواج المتساكنين، اقترح رئيس الأساقفة الكنيسة الأرثوذكسية المستقلة في اليونان إيريماتوس من أثينا، بأن «هناك حاجة للتغيير مع الوقت». لكن من غير الواضح ما إذا كان هذا الرأي ينطبق على الشركاء المثليين، خاصة وأن الكنيسة كانت تعارض في السابق حقوق المثليين بشكل عام وقوانين الاتحاد المدني بشكل خاص.
في أعقاب محادثات الحكومة في نوفمبر/تشرين الثاني 2013 بشأن تشريع النقابات المدنية للشركاء المثليين، أعربت كنيسة بيرايوس سيرافيم عن معارضته الشديدة ضده، مهددًة أنها تستطيع أن تنكر أي أعضاء البرلمان الذين سيصوتون له. علاوة على ذلك، أضاف أن مشروع القانون «يشرع الفساد في الوجود البشري وعلم وظائف الأعضاء ويغذي التحويل النفسي العقلي الذي هو المثلية الجنسية». بالإضافة إلى ذلك، أشار إلى أن مثل هذه التحركات تشكل «مخالفات كبيرة من الآداب العامة» من خلال إرسال رسائل «سلوكيات جنسية منحرفة» إلى الشباب التي «تنسف أسس الأسرة والمجتمع».
في أغسطس 2014، أثناء المناقشات حول التصويت لمشروع قانون لمكافحة العنصرية والتمييز، أعربت العديد من الكنائس عن معارضتها له بسبب بعض فصوله ذات الصلة بتجريم خطاب الكراهية ضد، من بين أمور أخرى، المثليين جنسيا، مع زيادة العقوبات على موظفي الخدمة المدنية (والذي يشمل أعضاء من رجال الدين) الذين يشاركون فيها أثناء واجباتهم. اتهمت كنيسة بيرايوس سيرافيم رئيس الوزراء اليوناني أنتونيس ساماراس ب«بيع روحه لبضعة أشهر إضافية في الحكم»، وانتقدت مشروع قانون ل«إدخال التوجهات الجنسية الأخرى وغيرها من الهويات الجندرية»، لأن «النفور النفسي والمحاذاة غير المتكافئة للجنس الآخر» على حد قولها سيحميها القانون اليوناني وقارنت المثلية الجنسية بالولع الجنسي بالأطفال والبهيمية.
واحتجت كنيسة غورتينا إيريميث، مستشهدة بآيات من الكتاب المقدس، ونعتت الكنيسة المثليين ب«الكلاب»، بحقيقة أنه، بموجب مشروع القانون الجديد، فإن «العديد من الأنبياء والقديسين سيعتبرون عنصريين»، وصفوه بأنه قانون «مروع ومؤسف» مع إضافة كلمة رهاب المثلية. في الوقت نفسه، رفضت كنيسة كونيتسا أندرياس مشروع القانون تحت الزعم بأنه يهدف إلى «تغطية الانحراف الذي هو المثلية الجنسية». وأدى رد الفعل الديني في نهاية المطاف إلى قبول أنطونيو ساماراس لاعتراضات الكنيسة وعدم إدراج مقالات تتعلق بحماية المثليين جنسياً في مشروع القانون. وعلاوة على ذلك، وطمأن رئيس الوزراء القادة الدينيين الذين لا يوافقون على مشروع القانون الذي «طالما هو في منصبه، لن يقوم البرلمان بتوسيع الشراكة المدنية للشركاء المثليين.»
في سبتمبر 2014، تمت الموافقة على الأحكام الخاصة بتجريم خطاب الكراهية تجاه الأفراد من مجتمع المثليين (لم تكن الاتحادات المدنية المثلية). أدى تجريم خطاب الكراهية الموجه ضد المثليين إلى رد فعل غاضب من قبل كنيسة سيرافيم الذي وصف القانون بأنه «اضطهاد من قبل نظام العدالة اليوناني» و «إلغاء لحرية التعبير» كما يفرضها «النظام القومي ومنظمو النظام العالمي الجديد».

#### التمييز من قبل وسائل الإعلام والهيئات العامة
وقد أثيرت عدة قضايا حول وسائل الإعلام اليونانية وموقفها التمييزي في كثير من الأحيان تجاه الأفراد من مجتمع المثليين، مثل استخدام الرقابة، وهو أمر ينسب جزئياً إلى سلطة التنظيم، أو المجلس الوطني اليوناني للإذاعة والتلفزيون. فيما يلي قائمة ببعض حوادث رهاب المثلية/رهاب التحول الجنسي من قبل وسائل الإعلام اليونانية وغيرها من الشركات والهيئات:
- في نوفمبر 2003، غرم المجلس الوطني اليوناني للإذاعة والتلفزيون واحدة من أكبر شبكات التلفزيون في اليونان، قناة «ميغا»، 100,000 يورو، لأنها بثت قبلة بين ذكرين من برنامج تلفزيوني شعبي «كليسي تا ماتيا» (باليونانية: Κλείσε τα Μάτια)‏.[103] وفي ديسمبر/كانون الأول 2006، ألغى مجلس الدولة في اليونان، وهو المحكمة الإدارية العليا للبلاد، هذا القرار، قائلاً إن الغرامة التي أجراها المجلس الوطني اليوناني للإذاعة والتلفزيون غير دستورية. ووفقاً للمحكمة، فإن المشهد التلفزيوني يعكس «الواقع الاجتماعي القائم، المرتبط بمجموعة اجتماعية، من بين العديد من التي تشكل مجتمعاً منفتحاً وديمقراطياً، لا ينبغي إدانة أفضلياته الجنسية».[104] علاوة على ذلك، لم تكن هذه هي المرة الأولى التي يتم فيها بث قبلة بين ذكرين في التلفزيون اليوناني، وقد انتقد الإعلام اليوناني هذا القرار بشكل كبير على أنه منافق وعفا عليه الزمن.
- في 21 ديسمبر 2004، غرم المجلس الوطني اليوناني للإذاعة والتلفزيون تغريمه «94 إبيكوانونيا اف ام» (باليونانية: 94 Eπικοινωνία FM)‏، وهي محطة راديو محلية في أثينا، 5,000 يورو، والذي حكم على مضمون برنامج راديو أثينا للمثليين والمثليات بأنها «مهينة»،[105] مما أدى المحطة إلى إلغاء العرض. ليس هناك أي نوع من المعلومات الإذاعية حول مسائل مجتمع المثليين في أي مكان في اليونان منذ ذلك الحين.
- في سبتمبر 2005، استفسر المجلس الوطني اليوناني للإذاعة والتلفزيون بشكل رسمي واحدة من أكبر شبكات التلفزيون اليونانية، "ANT1"، لإذاعة إشهار، من قبل علامة العلكة، التي تصور قبلة بين امرأتين.
- في مارس 2010، تم تغريم قناة «ميغا» اليونانية لعرضها الفيلم اليوناني «قصة مغاير»، التي تدور أحداثها حول قصة رجل مغاير في عالم خيالي حيث كانت المثلية الجنسية هي القاعدة وكانت المغايرة الجنسية غير مقبولة.
- في أبريل/نيسان ومايو/أيار 2010، تم تغريم قناة ستار اليونانية لمدة سنتين لعرضها في برنامج «فوتس آند ماريا لايف». في كلا الحلقتين ، كان هناك ضيوف من المغايرين جنسيا.[106]
- في يناير/كانون الثاني 2011، قام ماد تي في TV وام تي في غريس بتشويش مشهدين لقبلة بين ذكرين من مقاطع الفيديو الخاصة بـ «فايروورك» للفنانة كاتي بيري و«ارفع كأسك» لبينك.
- في عام 2012، تم تشويش مصطلحات «مثلي الجنس» و «مثلية الجنس» و «مزدوج التوجه الجنسي» في حلقات المسلسل الكوميدي «كونستانتينو كاي إلينس» على قناة ANT1.
- في 15 أكتوبر 2012، بثت قناة «إي أر تي» الحلقة الأولى من المسلسل التلفزيوني البريطاني داونتون آبي، مقتطعةً مشهدًا يصور رجلين يقبلان. واستشهد المدير الإداري لفريق القناة، بوقت البرنامج (الذي تم بثه في الساعة 10 مساءً بالتوقيت المحلي) وإرشادات الأبوين كأسباب لعدم بث الحلقة بالكامل. لكن بعد احتجاج واسع، بثت الحلقة بشكل كامل بعد بضعة أيام وفي ساعة مبكرة (07:00). تم انتقاد المدير الإداري لفريق القناة من قبل وسائل الإعلام والمدير العام للتلفزيون الحكومي بشدة، حيث اعتذر رسمياً عن الرقابة.
- في فبراير 2013، ظهرت مصطلحات «مثلي الجنس» و «مثلية الجنس» في شكل نقاط في ترجمات برنامج أجنبي على إن تي في غريس، على الرغم من أن البرنامج تم بثه في وقت متأخر من الليل.
- في 17 مايو 2013، بعد يوم واحد من الدور نصف النهائي الثاني من مسابقة الأغنية الأوروبية لعام 2013 حيث غنت كريستا سيغفريدس، ممثلة فنلندا، بأغنية «تزوجيني» وقبلت بشكل رمزي راقصة أنثى كوسيلة للدفع من أجل زواج المثليين في بلدها، وقام برنامج "FThis TV" لقناة "ANT1" بتشويش القبلة بين المرأتين عند عرض لقطات من المسابقة.
- في يونيو 2013، رفض المجلس الوطني اليوناني للإذاعة والتلفزيون طلب منظمي فخر المثليين في أثينا لعام 2013 من بث إعلان تلفزيوني مجاني في جميع القنوات التلفزيونية اليونانية الرئيسية، حيث لم يتم اعتبارها رسالة خدمة عامة. زعم ممثلو المجلس الوطني اليوناني للإذاعة والتلفزيون أن قرارهم اتخذ على أساس أن هناك مشهدًا لقبلة بين امرأتين.[107]
- في يوليو 2013، تمت ترجمة مصطلح «مثلي الجنس» كـ «مخنث» في ترجمات المسلسل الكوميدي جوي على قناة ستار. وفي الوقت نفسه، تعرضت القناة لانتقادات بسبب النزعة المحافظة ورهاب المثلية عندما يتعلق الأمر بترجمة مسلسل فتاة النميمة. بعد تصريحات المجلس الوطني اليوناني للإذاعة والتلفزيون فيما يتعلق بتواتر القضايا التي تشير إلى المثلية الجنسية والجنس والمخدرات في العرض وعدم رغبة القناة في نقل السلسلة إلى ساعة لاحقة، تم العثور على حل وسط يسمح لها بالحفاظ على العرض في نفس الوقت ولكن أن تكون أكثر صرامة في ترجمة الكلمات ذات الصلة بالمواضيع المذكورة أعلاه، مع نتيجة ترجمت مصطلحات مثل «مثليه» على أنها «الفتاة المسترجلة»، «اللا مرأءة» أو «العانس».[108]
- في أيلول/سبتمبر 2013، قام ألفا تي في بتشويش مشهد من المسلسل الشهير غلي يعرض قبلة بين امرأتين على سرير دون تصوير أي عري.[109]
- رفضت الشركة التي تدير مترو أثينا وضع ملصقات لموعد الفخر المرتقب في محطات المترو في عام 2013. وفي عام 2014، رفضت مرة أخرى طلب منظمي مسيرة فخر أثينا للمثليين على أساس عدم وجود مساحة لوضع الإعلانات.
- في سبتمبر 2015، فرض المجلس الوطني اليوناني للإذاعة والتلفزيون غرامة على "سكاي تي في" لبث برنامجين يتعلقان، من بين أمور أخرى، بممارسة الجنس بين المثليين وبين المثليات. وردت القناة بالتحول إلى مجلس الدولة ، الذي رفض ، مع ذلك، الطلب الأول بإلغاء الغرامة قائلا "أن العروض" لم يكن لها المستوى المناسب المطلوب من الرسالة الاجتماعية للتلفزيون."[110]

#### التمييز من قبل السياسيين
- في أغسطس 2014، كتب نيكولوس نيكولوبولوس، عضو البرلمان اليوناني، تغريدة مهينة على حسابه الشخصي يعلق فيها على خطبة رئيس وزراء لوكسمبورغ كزافييه بيتل لشريكه غوتييه ديستيناي. في ذلك، قال: «من أوروبا البلدان الوطنية، إلى أوروبا ... الشواذ - خطب رئيس [وزراء] لوكسمبورغ حبيبه». أغضبت التغريدة العديد من اليونانيين،[111] الذين طلبوا تدخلا من قبل رئيس الوزراء اليوناني أنتونيس ساماراس واشتكى من حقيقة أنهم مضطرون إلى تحمل رؤية أشخاص في السلطة يهاجمون المثليين جنسياً. ذهب بيان نيكولوبولوس إلى حد تنبيه رئيس وزراء لوكسمبورغ نفسه الذي أجاب على تغريده بالقول إن العلاقات بين لوكسمبورغ واليونان مثالية ولن تتأثر بسبب سياسي معزول. أصر نيكولوبولوس بالدفاع عن وجهة نظره ، قائلا إن رئيس الوزراء يجب أن يشعر بالخجل.[112][113][114][115][116]
- كما شارك تاسوس نرادغيس، عضو البرلمان عن حزب الديمقراطية الجديدة، في النزاع حول إدراج الشركاء المثليين في قانون الاتحاد المدني الذي أدلى بتصريحات مماثلة مع نيكولوبولوس؛ بعد مقارنة المثلية الجنسية مع البهيمية والولع بالأطفال، أضاف أن الاتحادات المدنية للمثليين جنسياً «ليس لها مكان في بلدنا.» غير أنه تم تقنينها في آواخر عام 2015.[117][118]

#### رهاب المثلية وعنف اليمين المتطرف ضد المثليين
يذكر أنه في أعقاب صعود حزب النازيين الجدد اليميني المتطرف الفجر الذهبي، تضاعفت حوادث رهاب المثلية ورهاب التحول الجنسي. لدى الحزب تعليقات تعتبر من رهاب المثلية كالنظرية التي تفيد بأن الرجال المثليين يفتقرون إلى الرجولة، كما نادوا وزير الخارجية الألماني غيدو فيسترفيله «سيدتي» بسبب كونه مثلي الجنس بشكل علني. كما يحث الحزب بنشاط أنصاره على عدم قبول المثلية الجنسية. وهناك بيان من جانب الحزب موجهة إلى الرجال المثليين والنساء المثليين هو «بعد المهاجرين، أنتم التالون». لقد أفسحت آراء الفجر الذهبي عن تزايد الهجمات المتعلقة برهاب المثلية، في حين أن الادعاءات بأن أعضاء قوة الشرطة اليونانية يتعاونون مع أعضاء الفجر الذهبي قد يفسر لماذا تم القبض على العديد من النساء المتحولات جنسيا في الآونة الأخيرة خلال فخر تيسالونيكي بلا سبب من قبل الشرطة، والهجوم عليهن بوحشية واحتجازهن بشكل غير قانوني على أساس «الحفاظ على المدينة نظيفة». قامت منظمة كولور يوث، وهي منظمة غير حكومية، بالإبلاغ عن 101 حادثة من العنف المرتكب بسبب رهاب المثلية ورهاب التحول الجنسي في الفترة 2009-2015، منهم 75 في عام 2015. تسبب 5 هجمات في أذى بدني جسيم، في حين أن الأغلبية كانت هجمات واعتداءات لفظية.

## الرأي العام
دعم اليونانيين للشراكة المدنية للمثليين(استطلاع مايو 2015)
دعم اليونانيين لزواج المثليين (استطلاع مايو 2015)
تأييد اليونانيين لتبني المثليين للأطفال (استطلاع مايو 2015 )
أظهر استطلاع بين النواب اليونانيين، أجري في عام 2003 قدمته جمعية «مجتمع المثليين اليوناني»، سأل عن مسألة الاعتراف بالضرائب، والميراث وغيرها من الحقوق القانونية للشركاء المثليين. وأظهرت نتائج الاستطلاع أن 41% من البرلمانيين الذين شملهم الاستطلاع فضلوا منح مثل هذه الحقوق، بينما عارضها 55% من النواب. كان 55% من بين نواب الحركة الاشتراكية اليونانية لصالح ذلك، مقارنة مع 27% فقط من حزب الديمقراطية الجديدة النواب. كان الحزب الذي حصل على أعلى نسبة من الإجابات الإيجابية هو سيناسبسميوس (67%)، في حين امتنعت غالبية نواب الحزب الشيوعي عن التصويت. قدمت أغلب استجابات النواب الإيجابية من النساء، وأعضاء البرلمان الأصغر سنا والأثينيين.
في دراسة أجريت عام 2006 بين الطلاب اليونانيين في هيراكليون، أجرت كريت استبيانًا حول مواقفهم تجاه المثلية الجنسية. تم استخدام مقياسين وترجمتهما إلى اليونانية بالإضافة إلى العديد من الأسئلة التي شكلت استبيانًا مكتملاً ذاتيًا. وأظهرت النتائج الرئيسية وجود اختلافات بين المدارس المختلفة من حيث التعبير عن رهاب المثلية، وأن «المؤشرات الرئيسية التي تؤثر في رهاب المثلية هي: الرغبة في الدفاع عن حقوق المثليين وحمايتها، والمحادثات مع الأفراد من مجتمع المثليين، والتدين، والانتماء السياسي، ووجود أصدقاء مثليين».
وأظهر مسح أجرته مؤسسة يوروباروميتر في ديسمبر 2006 أن 15% من اليونانيين الذين شملهم الاستطلاع يؤيدون زواج المثليين و 11% يؤيدون تبني المثليين للأطفال. وكانت هذه الأرقام أقل بكثير من الاتحاد الأوروبي ذي 25 عضوا بمعدل 44% و 32% على التوالي، وضعت اليونان في أدنى صفوف الاتحاد الأوروبي جنبا إلى جنب مع رومانيا، لاتفيا، بولندا، قبرص، مالطا وحقوق المثليين في بلغاريا|بلغاريا.
أظهر استطلاع يوروباروميتر الذي نُشر في يناير 2007 («التمييز في الاتحاد الأوروبي») أن 77% من اليونانيين يعتقدون أن كون الشخص مثلي الجنس أو مثلية الجنس في بلدهم «يميل إلى أن يكون أمرا غير مساوئ»، في حين كان متوسط الاتحاد الأوروبي 55%. وافق 68% من اليونانيين على أن التمييز على أساس التوجه الجنسي كان «واسع الانتشار» في اليونان (الاتحاد الأوروبي: 50%)، و 37٪ أنه كان أكثر انتشارًا في 5 سنوات من قبل (الاتحاد الأوروبي: 31%). 84% من اليونانيين أفادوا أيضًا بعدم وجود أصدقاء أو مثليين جنسياً (الاتحاد الأوروبي: 65%).
أظهرت دراسة أجرتها مؤسسة كابا ريسرتش (وهي شركة استطلاع يونانية كبرى) بالنيابة عن «معهد الصحة النفسية والجنسية» اليوناني، نشرت في صحيفة «تا نيا» اليونانية في 20 سبتمبر 2010، أن 64% من اليونانيين موافقون على تقنين الشراكات المدنية المثلية بينما كان 24% لا يوافقون على ذلك؛ أما بالنسبة لتشريع زواج المثليين، فقد وافق عليه 39% من اليونانيين وعارضه 52%.
في يونيو 2013، نشر مركز بيو للأبحاث بيانات حيث أجروا استطلاعات للمجيبين في حوالي 40 دولة حول مسألة ما إذا كان المستجيبون يعتقدون أن على مجتمعهم قبول المثلية الجنسية أو لا. سأل الباحثون في معهد بيو للأبحاث المشاركين في الدراسة في اليونان عن هذا السؤال ووجدوا أنه من بين هؤلاء الذين تم سؤالهم، اعتقد 53% من هؤلاء المستجيبين اليونانيين أن مجتمعهم يجب أن يقبل المثلية الجنسية، بينما يعتقد 40% من المستجيبين أن المجتمع لا ينبغي أن يقبل المثلية الجنسية. من بين هؤلاء اليونانيين الذين شملهم الاستطلاع بين سن 18 و 29 سنة، كان دعم المجتمع الذي يقبل المثلية الجنسية أعلى بنسبة 66% من إجمالي 53%. بالنسبة لأولئك المستجيبين الذين تتراوح أعمارهم بين 30 إلى 49، كان الدعم أعلى بنسبة 62%، ولكن أقل بنسبة 40% بالنسبة لأولئك المستجيبين 50 عامًا فأكثر.
| الإجابة | الأعمار بين 18–29 | الأعمار بين 30–49 | الأعمار 50 فما فوق | الرجال | النساء | المجموع |
| ------- | ----------------- | ----------------- | ------------------ | ------ | ------ | ------- |
| نعم     | 66%               | 62%               | 40%                | 47%    | 59%    | 53%     |
| لا      | n/a               | n/a               | n/a                | n/a    | n/a    | 40%     |

[تقرير مركز بيو للأبحاث لعام 2013. سؤال: هل يجب على المجتمع قبول المثلية الجنسية؟]
في 11 أبريل 2015، نشرت صحيفة «تو فيما» دراسة استقصائية أجرتها مؤسسة «كابا ريسرتش»، والتي أظهرت أن 39% من المستجيبين يؤيدون زواج المثليين و 51% يعارضونه. في نفس الاستطلاع، وافق 66% من المستطلعين على الرأي القائل بضرورة قبول المثلية الجنسية من قبل المجتمع، بينما اعتقد 28% أن المثلية الجنسية لا يجب أن يقبلها المجتمع.
في 12 أيار/مايو 2015، أظهرت الدراسة الاستقصائية الأولى التي أجرتها اليونان دعمًا كبيرًا لزواج المثليين بنسبة 56%، بينما عارضه 35٪. واستندت الدراسة على 1,431 من المستجيبين وأجري من قبل مركز «فاوكس باري». ووافقت نسبة عالية جدا من المجيبين (76%) على أن المثلية الجنسية يجب أن تقبل من قبل المجتمع ووافقت نسبة 70% على أن الشراكات المدنية يجب أن تمتد إلى الشركاء المثليين. ومع ذلك، ظل المستجيبون متشككين في تبني المثليين للأطفال إذ أيدته نسبة 30% فقط، في حين عارضه 56%. اعتقد 14% فقط أن المثلية الجنسية هي اضطراب عقلي و 54% ذكروا أنه يجب وجود قوانين أكثر صرامة لمعاقبة جرائم رهاب المثلية (خطاب الكراهية على وجه الخصوص).
في كانون الأول/ديسمبر 2015، أظهر استطلاع للرأي أجرته جامعة مقدونيا خلال الأسبوع قبل أن يصبح قانون الاتحادات المدنية قانونًا، أن 56% من الجمهور وافقوا على القانون، بينما عارضه بشدة 29% منهم.
وجدت دراسة استقصائية أجرتها مؤسسة بيو للأبحاث أن المستجيبين اليونانيين (الذين تم استطلاع آرائهم في 2015-2016) قدموا أكثر الاستجابات الليبرالية ثقافيا فيما يتعلق بحقوق المثليين من بين المسيحيين الأرثوذكس من مختلف البلدان، باستثناء المجيبين من الولايات المتحدة. على وجه التحديد، قال 50% من المجيبين المسيحيين الأرثوذكس الممارسين للشعائر الدينية أن على المجتمع تقبل المثلية الجنسية في حين أن 45% لا يوافقون عليه. فيما يتعلق بتشريع زواج المثليين، كان 25% من المسيحيين الأرثوذكس اليونانيين يؤيدونه، بينما عارضه 72% منهم.
أظهر استطلاع أحدث أجراه ديانيوس في كانون الأول/ديسمبر 2016 أن 50% من اليونانيين يؤيدون زواج المثليين و 26% يؤيدون تبني المثليين للأطفال. وجد الاستطلاع فجوة كبيرة في العمر مع 68% من الذين تتراوح أعمارهم بين 17-24 و 63% من الذين تتراوح أعمارهم بين 25-39 يؤيدون زواج المثليين، على النقيض من 30% فقط من أولئك الذين تزيد أعمارهم عن 65 عاما. كان دعم تبني المثليين للأطفال بنسبة 49% بين أولئك الذين تتراوح أعمارهم بين 17-24 سنة، ولكن أيد ذلك فقط 11% من أولئك الذين تجاوزوا سن الـ65.

## ملخص
| قانونية النشاط الجنسي المثلي                                                             | (منذ عام 1951)                                                                     |
| المساواة في السن القانوني للنشاط الجنسي                                                  | (منذ عام 2015)                                                                     |
| قوانين مكافحة التمييز في التوظيف                                                         | (منذ عام 2005)                                                                     |
| قوانين مكافحة التمييز في توفير السلع والخدمات                                            | (منذ عام 2014)                                                                     |
| قوانين مكافحة التمييز في جميع المجالات الأخرى (تتضمن التمييز غير المباشر، خطاب الكراهية) | (منذ عام 2014)                                                                     |
| قوانين مكافحة أشكال التمييز المعنية بالهوية الجندرية                                     | (منذ عام 2014)                                                                     |
| قوانين مكافحة أشكال التمييز المعنية بالخصائص الجنسية                                     | (منذ عام 2014)                                                                     |
| قوانين خطاب التحريض على الكراهية تشمل التوجه الجنسي والهوية الجندرية والخصائص الجنسية    | (منذ عام 2014)                                                                     |
| قوانين جرائم الكراهية تشمل التوجه الجنسي والهوية الجندرية والخصائص الجنسية               | (منذ عام 2015)                                                                     |
| زواج المثليين                                                                            | / (يتم الاعتراف بزواج المثليين المنعقد في الاتحاد الأوروبي لأغراض الهجرة منذ 2018) |
| الاعتراف القانوني بالعلاقات المثلية                                                      | (منذ عام 2015)                                                                     |
| السماح للشخص العازب بالتبني بغض النظر عن توجهه الجنسي                                    | (منذ عام 1996)                                                                     |
| تبني أحد الشريكين للطفل البيولوجي للشريك الآخر                                           | (مقترح)                                                                            |
| التبني المشترك للأزواج المثليين                                                          | (مقترح)                                                                            |
| السماح بالحضانة المؤقتة للشركاء المثليين                                                 | (منذ عام 2018)                                                                     |
| يسمح للمثليين والمثليات الخدمة علناً في القوات المسلحة                                    | (منذ عام 2002)                                                                     |
| الحق بتغيير الجنس القانوني                                                               | (منذ عام 2010)                                                                     |
| عدم وجوب التعقيم لتغيير الجنس القانوني                                                   | (منذ عام 2017)                                                                     |
| عدم وجوب جراحة إعادة تحديد الجنس لتغيير الجنس القانوني                                   | (منذ عام 2016)                                                                     |
| حماية القاصرين ثنائيي الجنس من التدخلات الطبية التعسفية                                  | (مقترح)                                                                            |
| أسماء محايدة جنسية على شهادات الميلاد                                                    | (منذ عام 2018)                                                                     |
| الاعتراف بالجنس الثالث على شهادات الميلاد                                                | (مقترح)                                                                            |
| شمول الدروس الجنسية للتوجه الجنسي والهوية الجندرية                                       | (منذ عام 2017)                                                                     |
| قوانين مكافحة التمييز ضد مجتمع المثليين في المدارس الخاصة والعامة                        | No                                                                                 |
| علاج التحويل محظور على القاصرين                                                          | (مقترح)                                                                            |
| الحصول على أطفال أنابيب للمثليات                                                         | No                                                                                 |
| الأمومة التلقائية للطفل بعد الولادة                                                      | No                                                                                 |
| تأجير الأرحام التجاري للأزواج المثليين من الذكور                                         | (محظور لجميع الأزواج بغض النظر عن التوجه الجنسي)                                   |
| إلغاء تصنيف المثلية الجنسية كمرض                                                         | (منذ عام 1990)                                                                     |
| إلغاء تصنيف التحول الجنسي كمرض                                                           | (منذ عام 2017)                                                                     |
| إلغاء تصنيف لبسة الجنس الآخر كمرض                                                        | (منذ عام 2017)                                                                     |
| السماح للرجال الذين مارسوا الجنس الشرجي بالتبرع بالدم                                    | No                                                                                 |